# Waterloo Hawks
Els Waterloo Hawks foren un equip de la National Basketball League i la National Basketball Association que tenia la seva seu a Waterloo (Iowa). Els Hawks són l'única franquícia de les quatre lligues majors d'esports americans que ha sorgit d'aquest estat.
Els Waterloo Hawks es van fundar el 1948, jugant la National Basketball League, que el 1949 es va fusionar amb la seva rival Basketball Association of America, fundant la National Basketball Association. La temporada 1949-1950 la seva primera, van tenir uns resultats de 19 victòries per 43 derrotes, sent cinquens de sis a la Conferència Oest. El 1950-51, es van treslladar a la National Professional Basketball League, que no va acabar la temporada, i de la que es van considerar campions.
El seu propietari original fou P.L. "Pinkie" George.